# Élections provinciales de 2008 en Voïvodine

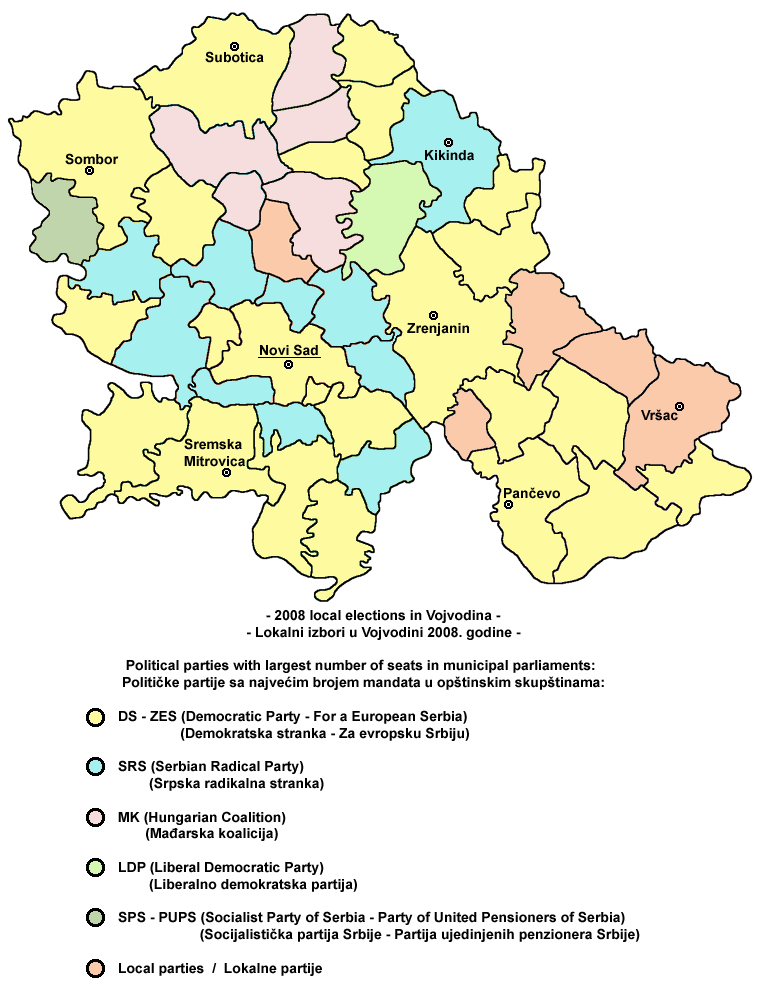
Carte électorale de la Voïvodine de 2008 - résultats des élections locales.

Les élections provinciales de 2008 en Voïvodine (en serbe : Војвођански покрајински избори 2008. et Vojvođanski pokrajinski izbori 2008.) ont eu lieu le 11 mai 2008. Elles ont permis l'élection des députés à l'Assemblée de la province autonome de Voïvodine, en Serbie.

## Date
La date des élections provinciales en Voïvodine a été fixée le 29 décembre 2007 par le président du Parlement de Serbie Oliver Dulić, conformément à la Constitution de la république de Serbie. Ces élections ont eu lieu en même temps que les élections locales, destinées au renouvellement des présidents des municipalités de Serbie, et en même temps que les élections anticipées au Parlement de Serbie.

## Débat sur le mode de scrutin
L'Assemblée de la province autonome de Voïvodine, institution monocamérale, comporte 120 sièges, attribués selon le système du vote parallèle : 60 députés sont élus au suffrage universel direct par liste et 60 sont élus individuellement au sein des municipalités de Voïvodine. Le Parti démocratique du président Boris Tadic souhaitait ajouter aux 120 sièges actuels 12 autres sièges réservés à la représentation des minorités nationales. Cette proposition n'a pas remporté le succès escompté. La Ligue des sociaux-démocrates de Voïvodine, de son côté, souhaitait remplacer le vote parallèle par un scrutin de liste à la proportionnelle généralisé ; mais cette proposition nécessitait un changement du statut de la province autonome de Voïvodine et elle a échoué à son tour. L'actuel mode de scrutin a été soutenu par le Parti socialiste de Serbie.

## Listes
Neuf listes ont été approuvées par la Commission électorale provinciale (en serbe : Покрајинска изборна комисија et Pokrajinska izborna komisija).
1. « Pour une Voïvodine européenne - Parti démocratique - G17 Plus » - Boris Tadić (За европску Војводину, Демократска странка-Г17 плус, Борис Тадић
Le Parti démocratique et le parti G17 Plus ont formé une alliance à laquelle s'est joint le Mouvement serbe du renouveau. Elle était conduite par Bojan Pajtić, l'actuel président du Conseil exécutif de Voïvodine (gouvernement de Voïvodine) ; en cas de victoire de la liste, Pajtić briguerait une nouvelle fois la présidence du Conseil.
2. « Ensemble pour la Voïvodine - Nenad Čanak » (Заједно за Војводину – Ненад Чанак)
Comme aux élections provinciales de 2004, Nenad Čanak, le président de la Ligue des sociaux-démocrates de Voïvodine, a réuni sur son nom une coalition comprenant la Voïvodine démocratique, l'Union de Voïvodine, l'Union des socialistes de Voïvodine et le Mouvement de Voïvodine.
3. « Parti libéral démocrate - Čedomir Jovanović » (Либерално демократска партија - Чедомир Јовановић)
Milivoj Vrebalov, le président de la municipalité de Novi Bečej, a conduit cette liste de coalition qui, outre le Parti libéral-démocrate, rassemble l'Union sociale-démocrate et le Parti démocrate-chrétien de Serbie. Cette même alliance participait aux élections pour le Parlement de Serbie.
4. « Parti radical serbe - Tomislav Nikolić » (Српска радикална странка - Томислав Николић)
Comme aux élections parlementaires générales de Serbie, le Parti radical serbe a affronté seul les élections. Le chef de liste est Milorad Mirčić.
5. « Parti socialiste de Serbie - Parti des retraités unis de Serbie » (Социјалистичка партија Србије - Партија уједињених пензионера Србије)
Cette alliance électorale était dirigée par Dušan Bajatović.
6. « Parti démocratique de Serbie - Nouvelle Serbie » (Демократска странка Србије - Нова Србија)
Cette coalition, qui participait également aux élections législatives générales, était dirigée par Zoran Lončar, qui a été ministre de l'Administration publique et de l'Autonomie locale dans le premier gouvernement de Vojislav Koštunica, puis ministre de l'Éducation dans le second gouvernement Koštunica ; il est le président du Conseil provincial du Parti démocratique de Serbie.
7. « Coalition hongroise - István Pásztor » (Мађарска коалиција - Иштван Пастор)
Le chef de l'Alliance des Magyars de Voïvodine, Pásztor István, ancien candidat à l'élection présidentielle serbe de 2008,  a réuni autour de lui les partis défendant les intérêts politiques des Hongrois de la province.
8. « Groupe de citoyens "Maja Gojković" - Maja Gojković » (Група грађана "Маја Гојковић" - Маја Гојковић)
Maja Gojković était le maire de Novi Sad. Elle se présentait à la fois pour être élue à l'assemblée municipale de Novi Sad et à l'Assemblée de la province autonome de Voïvodine.
9. « La Voïvodine est la force de la Serbie - Igor Kurjački » (Војводина је снага Србије - мр Игор Курјачки)
Igor Kurjački est le chef du Parti de Voïvodine. À la tête d'une coalition appelée Partis de Voïvodine, il a participé aux élections législatives serbes de 2007.

## Résultats
| Listes Coalitions                                                                             | Voix par liste | %        | Députés élus sur liste | Députés élus par circonscriptions | Total |
| --------------------------------------------------------------------------------------------- | -------------- | -------- | ---------------------- | --------------------------------- | ----- |
| Pour une Voïvodine européenne                                                                 | 354 198        | 33,728 % | 23                     | 41                                | 64    |
| Parti radical serbe                                                                           | 310 599        | 29,576 % | 20                     | 4                                 | 24    |
| Coalition hongroise                                                                           | 77 390         | 7,369 %  | 5                      | 4                                 | 9     |
| Ensemble pour la Voïvodine                                                                    | 86 653         | 8,251 %  | 5                      | 1                                 | 6     |
| Parti démocratique de Serbie - Nouvelle Serbie                                                | 59 248         | 5,642 %  | 4                      | 2                                 | 6     |
| Parti socialiste de Serbie - Parti des retraités unis de Serbie                               | 57 093         | 5,642 %  | 3                      | 2                                 | 5     |
| Parti libéral-démocrate                                                                       | 45 313         | 4,315 %  | 0                      | 1                                 | 1     |
| Liste Maja Gojković                                                                           | 20 937         | 1,994 %  | 0                      | ?                                 | ?     |
| « La Voïvodine est la force de la Serbie »                                                    | 6 996          | 0,666 %  | 0                      | ?                                 | ?     |
| Indépendants                                                                                  | 0              | 0        | 0                      | 5                                 | 5     |
| Total                                                                                         | 617 667        | 100,00%  | 60                     | 60                                | 120   |
| Source: (sr)[PDF] , Site de la Commission électorale provinciale, consulté le 18 juillet 2008 |                |          |                        |                                   |       |